# 5362 Johnyoung
5362 Johnyoung este o planetă minoră (asteroid), cu un diametru de 21,882 km, din centura de asteroizi. A fost descoperită pe 2 februarie 1978 la Observatorul Palomar de James Gibson⁠(d) și a fost numită după John Watts Young. 
Obiectul prezintă o orbită caracterizată de o semiaxă mare de 3,3844348 UAi, o excentricitate de 0,02, o înclinație de 6,14655 ° în raport cu ecliptica.